# Сан Костантино Албанезе
Сан Костантѝно Албанѐзе (на италиански: San Costantino Albanese, на арбърешки Shën Kostandini Arbëresh, Шън Костандини Арбъреш) е село и община в Южна Италия, провинция Потенца, регион Базиликата. Разположено е на 650 m надморска височина. Населението на общината е 758 души (към 2012 г.).
В това село живее албанско общество, наречено арбъреши. Те са се заселили в този район между XV и XVIII век като бежанци от османското владичество. Село Сан Костантино Албанезе е част от етнографическия район Арберия.